# Huìnéng
(Huìnéng Liùzǔ tánjīng, 六祖壇經)
Huìnéng (慧能, Wade-Giles: Hui-neng. In coreano: Hyeneung, in giapponese: Enō; Xinzhou, 638 – Shaoguan, 713) è stato un monaco buddista cinese, VI patriarca della scuola Chán secondo la tradizione della scuola del Sud (Nánzōng 南宗禪).

## La vita
Huìnéng nacque nel 638, figlio di un funzionario governativo esiliato a Xinzhou (oggi nella provincia di Guangdong). Rimasto orfano in tenera età, divenne taglialegna per provvedere alla madre, trasferendosi successivamente a Caoxi (漕溪,  nel Guangdong). Privo di qualsiasi cultura religiosa e analfabeta, a trent'anni si recò al mercato per vendere della legna ed ebbe l'occasione di ascoltare un monaco buddista recitare ad alta voce il Sutra del Diamante (Vajracchedikā-prajñāpāramitā-sūtra, Sutra della perfezione della saggezza che recide come un diamante, cin. 金剛般若波羅蜜經 Jīngāng banruo boluómì jīng, T.D. 235.8.748c-752c, conservato nel Bōrěbù). Questa esperienza gli provocò una profonda illuminazione e lo indusse a raggiungere il monastero dello Huángméishān (黃梅山, della Montagna della Prugna gialla, collocato sul versante sud-orientale della moderna Hubei), dove risiedeva il V patriarca della scuola buddista Chán, Hóngrěn (弘忍, 601 - 674).
La principale fonte su Huìnéng è il Liùzǔ tánjīng (六祖壇經, Sutra della piattaforma del sesto patriarca, T.D. 2008.48.346a-362b), attribuito al VI patriarca. Testi scoperti nelle Grotte di Mogao suggeriscono tuttavia più versioni di questo sutra che viene attribuito ad un assistente di Huìnéng, un non meglio conosciuto Fahai. Studi recenti indicano tuttavia in Fahai un seguace della scuola Niútóuchán (牛頭宗, Niútóu zōng) fondata da Fǎróng (法融, 594-657). Da notare inoltre il carattere 經 (jīng, sutra) contenuto nel titolo dell'opera e tradizionalmente applicato esclusivamente a raccolte i cui detti sono riferiti al Buddha Śākyamuni.
Comunque sia, questa fonte ci narra che, giunto sul Huángméishān, Huìnéng incontrò Hóngrěn, il quale gli contestò che difficilmente un "barbaro del Sud" sarebbe potuto divenire un buddha. Huìnéng gli replicò che, nonostante si potessero osservare differenze tra le genti del Sud e quelle del Nord, la natura di Buddha era per tutti la stessa. Hóngrěn riconobbe in Huìnéng un uomo illuminato, e per non turbare la formazione dei monaci del suo monastero lo relegò al ruolo di sguattero delle cucine, impartendogli in segreto i suoi insegnamenti più profondi.

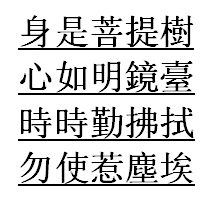
I versi di Shénxiù in cinese.

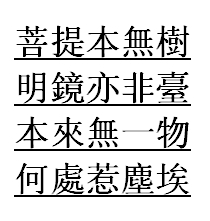
I versi di Huìnéng in cinese.

Giunto in punto di morte e dovendo stabilire il suo successore, il patriarca Hóngrěn chiese ai monaci di esporre in versi l'essenza del Dharma buddista. Narra lo Liùzǔ tánjīng che il capo dei monaci, Shénxiù (神秀, 606?-706), presentò i seguenti versi, ponendoli nel corridoio di fronte alla porta della cella del V patriarca:
la mente è il suo specchio lucente. 

Lascialo sempre perfettamente chiaro,

che non vi sia un solo granello di polvere.»
(Liùzǔ tánjīng, 六祖壇經)
La notte successiva, Huìnéng lasciò il suo scritto accanto alla prima poesia:
e neppure il suo specchio lucente.

tutto è fin dall'inizio immacolato, 

dove cadrà la polvere?»
(Liùzǔ tánjīng, 六祖壇經)
Quando il V patriarca lesse i versi di Huìnéng decise di nominarlo, in segreto, suo successore.
Huìnéng lasciò quindi il monastero fuggendo nuovamente verso Sud, inseguito dai discepoli Shénxiù che reclamavano la successione per il loro maestro. Solo in seguito Huìnéng prese gli ordini monastici e insegnò nei monasteri della città di Caoxi, risiedendo infine nel monastero, il Bǎolín-sì (寶林寺, successivamente rinominato come 南華寺 Nánhuá-sì).
Huìnéng morì (entrò nel qiānhuà 遷化, ovvero nella trasformazione) nel 713, e oggi la sua mummia è conservata nel monastero buddista Nánhuá (南華寺, Nánhuá-sì), situato a Caoxi, nei pressi di Shaoguan (nella parte settentrionale della provincia di Guangdong).

## Lo scontro sul lignaggio di Hóngrěn e la polemica tra la scuola del Nord (Beizōng北宗禪) e la scuola del Sud (Nánzōng南宗禪)

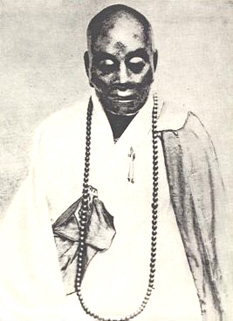
La mummia di Huìnéng (慧能, 638-713), sesto patriarca Chán secondo la tradizione della scuola del Sud (Nánzōng 南宗禪). Questa foto ritrae la mummia del patriarca prima dei danneggiamenti subiti dalle Guardie Rosse durante la Rivoluzione culturale. Oggi la mummia, parzialmente restaurata, è collocata nel monastero buddista Nánhuá (南華寺, Nánhuá-sì) situato nei pressi di Shaoguan.

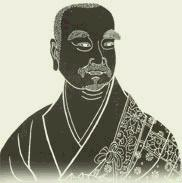
Immagine Shénxiù (神秀, 606?-706), sesto patriarca della scuola Chán secondo la tradizione della scuola del Nord (Beizōng 北宗禪).

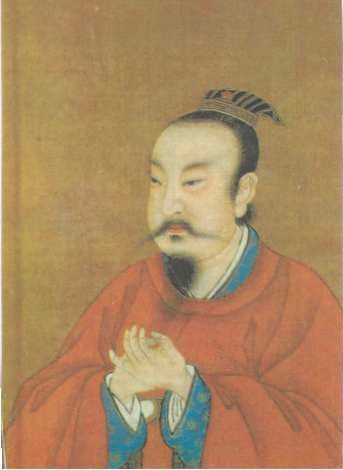
L'imperatore Dézōng (德宗, regno: 779-805) della dinastia Tang. Sarà lui nel 796 a stabilire ufficialmente l'erede legittimo del lignaggio Chán in Huìnéng e non in Shénxiù.

Il testo agiografico Liùzǔ tánjīng narra quindi la vicenda della trasmissione al VI patriarca Chán come uno scontro tra il legittimo successore di Hóngrěn, Huìnéng, e il capo dei monaci Shénxiù, considerando il secondo come privo dei diritti di successione.
La fama di Huìnéng e la legittimazione del suo lignaggio la si deve tuttavia esclusivamente a Shénhuì (神會, 668-760) un monaco i cui scritti sono stati rinvenuti nelle Grotte di Mogao. In questi testi risulta che Shénhuì il 15 gennaio del 732 lanciò dal monastero Huátāi (滑台, a Nord di Luoyang, all'epoca capitale dell'Impero cinese) un vigoroso attacco contro la scuola Chán di Shénxiù, da Shénhuì denominata come scuola del Nord (Beizōng 北宗禪). L'attacco di Shénhuì era sulla illegittimità dell'insegnamento di quella scuola, scuola fino a quel momento tenuta in grande considerazione dalla Corte imperiale. Per comprovare la giustezza delle sue accuse, Shénhuì mostrava il possesso dell'abito del V patriarca Hóngrěn che poi era lo stesso abito di Bodhidharma giunto a Huìnéng attraverso cinque generazioni di patriarchi. In quella occasione Shénhuì accusò anche l'erede di Shénxiù, Pǔjí (普寂, 651-739), di aver inviato degli emissari per staccare la testa alla mummia di Huìnéng, distruggendone la stele, e di essersi arrogato il titolo di settimo patriarca Chán. Ma l'accusa dottrinale nei confronti della scuola del Nord era ancora più incisiva, Shénhuì la considerava "gradualista", opposta a quella perseguita nel suo monastero che invece era "repentina". Così la citazione "meridionale immediata, settentrionale graduale" (南頓北漸) permeò la cultura buddista del tempo. Tale distinzione, graduale e immediata, si riferiva al raggiungimento dell'illuminazione. Secondo Shénhuì i seguaci di Shénxiù erano per un raggiungimento graduale della stessa, mentre lui, seguace di Huìnéng, la perseguiva nella modalità immediata. Il dibattito sulla distinzione fra conoscenza immediata e conoscenza graduale era proprio della cultura cinese, non solo buddista, fin dalla fondazione della scuola daoista Xuánxué (玄學, Scuola della Sapienza oscura) nata dopo il crollo subito dalla Dinastia Han. Secondo la scuola Xuánxué, la Dinastia Han pur avendo formalmente rispettato le indicazioni dei classici del Daoismo non ne aveva 'intuito' ('intuizione' intesa come forma di conoscenza immediata) la portata. Quindi la distinzione tra conoscenza immediata e conoscenza graduale (quest'ultima, secondo queste dottrine, non priva di rischi di fallimento nella comprensione) fu poi alla base di numerose divisioni tra le scuole buddiste cinesi sempre tese a dichiararsi nell'ambito, vincente, dell'immediato.
È evidente come l'attacco del proclama di Shénhuì, erede di Huìnéng e residente nel monastero Huátāi, fosse proprio Pǔjí, erede di Shénxiù e residente nel ben più famoso monastero di Dòngshān (東山, Picco o Monte orientale), già residenza dei primi patriarchi Chán.
La campagna di Shénhuì proseguì anche all'interno della capitale Luoyang dove successivamente si trasferì risiedendo presso il monastero di Hézé (荷澤).
Da considerare che Shénxiù era considerato fino a quel momento legittimo erede di Huìnéng avendo peraltro goduto il pieno appoggio della imperatrice buddista Wǔ Zétiān (武則天, conosciuta anche come Wǔ Zhào, 武曌, regno: 690-705).
Ma i fasti della scuola del Nord, la quale tuttavia indicava se stessa come scuola di Dòngshān, erano tramontati. L'imperatrice era morta da circa trent'anni e l'Impero cinese si avviava verso la crisi che provocherà la Ribellione di An Lushan; esemplificativo fu il fatto che Shénhuì, nel frattempo condannato all'esilio per la sua attività contro Pǔjí, si attivò subito nella raccolta di fondi per rimpinguare le casse imperiali guadagnandosi il favore dell'imperatore della dinastia Tang Sùzōng (肅宗, conosciuto anche come Lǐ Hēng, 李亨, regno: 756-62) che gli permise di rientrare dall'esilio e di conquistarsi il titolo di VII patriarca Chán strappandolo a Pǔjí. Nel 796 con un proclama dell'imperatore Dézōng (德宗, conosciuto anche come Lǐ Kuò 李适, regno: 779-805) la legittimità del lignaggio di Hóngrěn sarà ufficialmente riconosciuta a Huìnéng e, per mezzo di lui, a Shénhuì, indicato come VII patriarca. La scuola di Shénhuì, denominata Hézé,  non è sopravvissuta, scomparendo nel IX secolo così come il suo patriarcato ma
(Philip Yampolsky, pag. 283)

## I discepoli
La successiva tradizione indica in cinque i maggiori discepoli di Huìnéng da cui proseguono cinque differenti lignaggi che nello Zen giapponese prendono il nome di Goke Shichishū (五家七宗 cin. wǔjiā qīzōng, Cinque case e sette scuole, termine coniato nella tarda tradizione Chán Línjì 臨済). Questi cinque discepoli sono:
- Shénhuì (神會, 668-760)
- Nányáng Huizong (南陽慧忠, 675-775)
- Qīngyuán Xíngsī (青原行思, 660?-740)
- Nányuè Huáiràng (南嶽懐譲, 677—744)
- Yǒngjiā Xuánjué (永嘉玄覺, 665-713)

## La dottrina
Gli insegnamenti di Huìnéng sono riportati nel  Liùzǔ tánjīng ma occorre tener presente che questa opera è databile non prima del 780 quindi settanta anni dopo la morte del VI patriarca.